# 蘇米特 (阿拉巴馬州)
蘇米特（英語：Summit）是一個位於美國阿拉巴馬州布朗特縣的非建制地區。該地的面積和人口皆未知。

## 地理
蘇米特的座標為34°12′36″N 86°29′39″W / 34.210000°N 86.494167°W，而該地最高點為海拔高度279米（即915英尺）。